# Iomnium
Iomnium (łac. Diocesis Iomnitensis) – stolica historycznej diecezji w Cesarstwie rzymskim w prowincji Numidia zlikwidowana w VII w. podczas ekspansji islamskiej, współcześnie w północnej Algierii. Obecnie katolickie biskupstwo tytularne. 

## Biskupi tytularni
| Lp. | Biskup                     | Funkcja                                    | Od                   | Do                |
| --- | -------------------------- | ------------------------------------------ | -------------------- | ----------------- |
| 1   | Ramón José Castellano      | emerytowany arcybiskup Kordoby (Argentyna) | 19 stycznia 1965     | 20 grudnia 1970   |
| 2   | Juan Rodolfo Laise         | biskup-koadiutor San Luis (Argentyna)      | 6 kwietnia 1971      | 6 lipca 1971      |
| 3   | Henrique Froehlich         | biskup-prałat Diamantino (Brazylia)        | 29 listopada 1971    | 26 maja 1978      |
| 4   | Aldo Mongiano              | biskup pomocniczy Avellanedy (Argentyna)   | 13 czerwca 1980      | 24 marca 1986     |
| 5   | Fabio Suescún Mutis        | biskup pomocniczy Bogoty (Kolumbia)        | 3 maja 1986          | 20 listopada 1993 |
| 6   | Armando Giuseppe Brambilla | biskup pomocniczy Rzymu (Włochy)           | 25 marca 1994        | 24 grudnia 2011   |
| 7   | Jaime Calderón Calderón    | biskup pomocniczy Zamory (Meksyk)          | 5 lipca 2012         | 7 lipca 2018      |
| 8   | Guillermo Caride           | biskup pomocniczy San Isidro (Argentyna)   | 26 października 2018 | 22 lutego 2024    |
| 9   | Alejandro Díaz García      | biskup pomocniczy Bogoty (Kolumbia)        | 26 marca 2024        |                   |